# Burgruine Glanegg

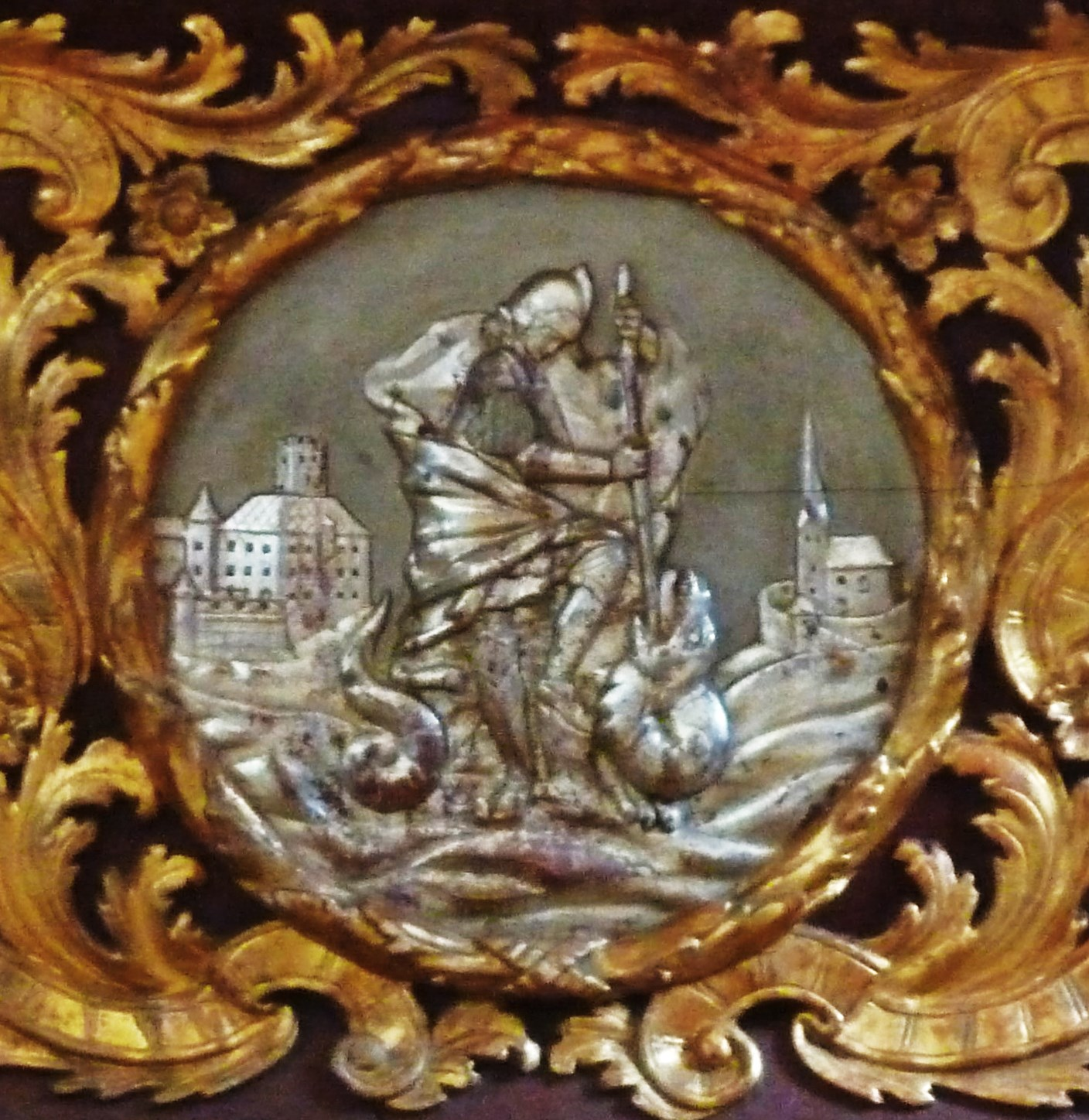
Geschnitztes Medaillon (um 1720) vom Antependium der Pfarrkirche St. Georg, Friedlach. Der hl. Georg ist zwischen der Burg Glanegg und der Kirche Friedlach dargestellt.

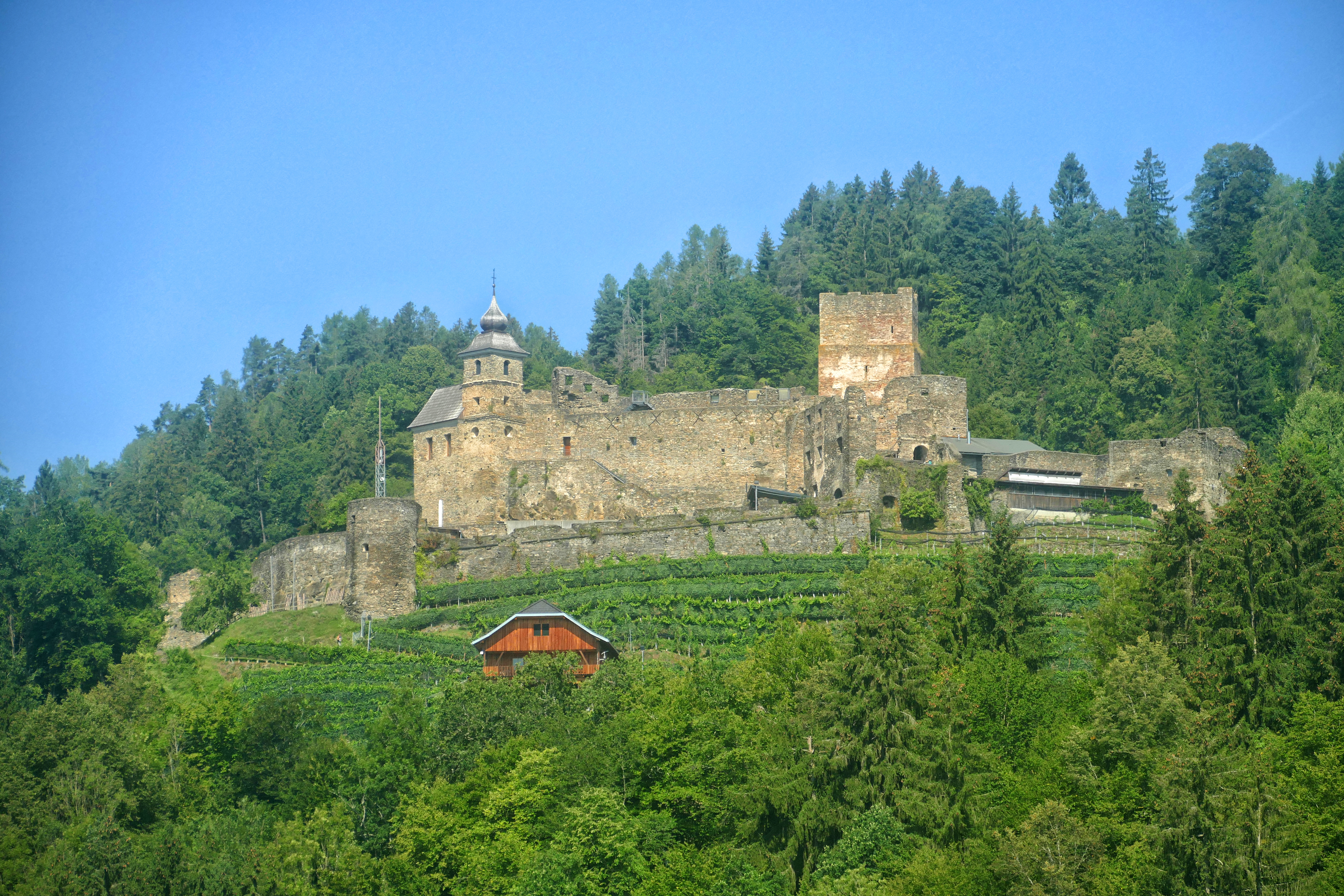
August 2021

Die Burgruine Glanegg liegt inmitten des Tals der Glan in der Gemeinde Glanegg im Bundesland Kärnten in Österreich.
Burg Glanegg ist nach Burg Hochosterwitz und Burg Landskron die drittgrößte historische Wehranlage Kärntens.

## Bauweise
Die imponierende, ausgedehnte Festungsanlage hatte ursprünglich die Aufgabe, den Durchgang durch das Glantal zu kontrollieren. Der Bau setzt sich aus verschiedensten Architekturelementen zusammen, die von romanischer Zeit bis zur Renaissance reichen. Den Kern bildet der romanische Bergfried, ausgestattet mit einem Signalfenster. Auffällig ist der am Eingang schützende riesige Rundturm. Der Verfall der Burg begann Mitte des 19. Jahrhunderts, wobei die Burg bis dahin angeblich noch bewohnt war.

## Geschichte
Burg Glanegg wird erstmals 1121 urkundlich erwähnt; Erstbesitzer war der Kärntner Herzog Heinrich III. aus dem Adelsgeschlecht der Eppensteiner. Nach seinem Tode 1122 erbte dessen Neffe Graf Bernhard von Spanheim die Burg. Dieser vermachte sie ebenfalls einem Neffen, dem Markgrafen Ottokar III. von Steyr; dessen Sohn Herzog Ottokar IV. überließ die Burg nach seinem Tode 1192 Leopold V. Auch die nächsten Jahrzehnte nannten viele weitere Adelige die Burg Glanegg ihr Eigen.
1473 bis 1478 wurde durch die Türkeneinfälle auch das Glantal bedroht, doch gelang es den Türken nicht, die Burg einzunehmen. Nach drei weiteren Besitzern herrschte 1534 König Ferdinand I. über die Burg, doch musste er sie pfandweise aufgrund hoher Schulden Ulrich II. von Ernau überlassen, der die Burg zu einem Schloss umbaute. 1588 gelangten seine Erben in den vollen Besitz von Schloss Glanegg. Nach den Ernauern und dem Kärntner Geschlecht der Seenuhs gelangte die Burg 1713 an Graf Stampfer, der die erste Straße durch das Glantal bauen ließ. Während des Sechsten Koalitionskrieges wurde die Burg 1813 nochmals in Verteidigungsbereitschaft gesetzt, doch kam es zu keinen kriegerischen Handlungen.
1818 kaufte Hofrichter Hirzegger von Ossiach das Schloss, dessen Tochter Josefine einen Herrn Klinzer ehelichte und Schloss Glanegg als Heiratsgut in die Ehe einbrachte.
Wie eine Zeichnung von 1850 zeigt, war die Burg seinerzeit noch vollständig erhalten. Ihr Verfall setzte erst nach 1860 ein, als sie dem Weinhändler und Bürgermeister von Bregenz, Anton Kinz, gehörte: Dieser ließ aufgrund der Ende des 18. Jahrhunderts durch Kaiser Joseph II. eingeführten Dachsteuer die Dächer der Burg abtragen und alle Holzbestandteile entfernen. Angeblich war ein Teil der Anlage noch gegen Ende des 19. Jahrhunderts bewohnt.
Heute befindet sich die Ruine im Besitz der Familien Zwillink. 1996 pachtete die Gemeinde Glanegg die Burg für den Zeitraum von 25 Jahren und übergab sie dem "Burgverein Glanegg" zur Revitalisierung.